# Arabský pohár v ledním hokeji
Arabský pohár je turnaj národních družstev v ledním hokeji, který se uskutečnil poprvé v roce 2008. První ročník se uskutečnil od 16. do 20. června 2008 v Abú Zabí ve Spojených arabských emirátech za účasti čtyř zemí. Pro země Perského zálivu na tento turnaj navázalo Mistrovství Perského zálivu v ledním hokeji, které se koná každé dva roky počínaje rokem 2010. Po 15 letech byl turnaj obnoven a v roce 2023 se uskutečnil druhý ročník v Kuvajtu.

## Muži
| Rok  | Pořadatel | Účast | 1. místo | 2. místo | 3. místo | 4. místo | 5. místo | 6. místo | 7. místo | 8. místo       |
| ---- | --------- | ----- | -------- | -------- | -------- | -------- | -------- | -------- | -------- | -------------- |
| 2008 | Abú Zabí  | 4     | SAE      | Kuvajt   | Maroko   | Alžírsko |          |          |          |                |
| 2023 | Kuvajt    | 8     | Libanon  | Kuvajt   | Omán     | Bahrajn  | Alžírsko | Tunisko  | Egypt    | Saúdská Arábie |